# Volceis
Volceis, (en llatí Volceii o de vegades Volceium) va ser una ciutat de Lucània a les muntanyes a l'oest de Potentia, propera a la vall del Tanager.
El seu nom original era probablement Volceii o Vulceii, segons les inscripcions trobades. Era habitada pels volcentes o volceiani (volcians), diu Titus Livi. Plini el Vell els anomena volcentani i Claudi Ptolemeu ulci o volci (Οὖλκοι). La ciutat, a la Segona Guerra Púnica es va revoltar contra Roma i va acollir una guarnició cartaginesa, l'any 216 aC, però el 209 aC va retornar a l'aliança amb Roma. Plini el Vell diu que va ser un municipi romà i era una de les prefectures de Lucània durant l'Imperi. És l'actual Buccino.